# Бруто домаћи производ
Бруто домаћи производ (БДП; енгл. Gross domestic product, GDP) је укупна вредност произведених крајњих (финалних) добара и пружених услуга (производних и непроизводних) у једној земљи у одређеном временском раздобљу (најчешће годину дана). То је економски израз који представља укупну производњу крајњих роба и услуга, остварену у националној економији (домицилној земљи), без обзира на власништво. То подразумева да БДП укључује вредност производње страних лица (предузећа) у земљи, а искључује активности предузећа у власништву домаћих становника у иностранству. БДП представља укупно створен домаћи доходак.
„Бруто домаћи производ по тржишним ценама“ (енгл. Gross domestic product at market prices – по тржишној концепцији) представља крајњи резултат производне активности. Састоји се од укупне производње добара и услуга умањене за међуфазну потрошњу. Добија се а) сабирањем бруто додатне вредности свих производних јединица резидената или б) сабирањем свих доходака остварених у текућој производњи (зараде запослених, пословни вишак, амортизација основних средстава) и пореза на производе умањених за субвенције или в) сабирањем вредности добара и услуга за финалну потрошњу, обрачунатих по набавним ценама и умањених за вредност увоза добара и услуга.
Најчешће коришћен макроекономски агрегат у Систему националних рачуна је бруто домаћи производ, који представља меру финалне производње. Наиме, производња се у систему националних рачуна дефинише по ширем концепту и обухвата низ услуга (финансијске услуге, образовање, здравство, социјална заштита, делатност државне управе и одбране, услуге привредних и стручних удружења, хуманитарних организација, удружења грађана итд.) које нису обухваћене друштвеним производом по материјалном концепту производње. Бруто домаћи производ (по систему националних рачуна) не треба мешати са друштвеним бруто производом (по материјалном концепту), макроекономским агрегатом коришћеним у социјалистичкој Југославији.
БДП (номинални) по глави становника, међутим, не одражава разлике у трошковима живота и стопама инфлације у земљама; стога, коришћење основице БДП-а по становнику по паритету куповне моћи (ППП) може бити корисније за поређење животног стандарда међу државама, док је номинални БДП кориснији за поређење националних економија на међународном тржишту. Укупни БДП се такође може рашчланити на допринос сваке индустрије или сектора привреде. Однос БДП-а према укупном становништву региона је БДП по глави становника и исти се назива Просечни животни стандард.
Дефиниције БДП-а одржавају бројне националне и међународне економске организације. Организација за економску сарадњу и развој (OECD) дефинише БДП као „збирну меру производње једнаку збиру бруто додате вредности свих резидентних и институционалних јединица које се баве производњом и услугама (плус сви порези и минус све субвенције, na производима који нису укључени у вредност њихових производа)". У једној публикацији ММФ-а се наводи да „БДП мери новчану вредност крајњих добара и услуга - које купује крајњи корисник - произведених у некој земљи у одређеном временском периоду (рецимо квартал или годину дана).“
БДП се често користи као метрика за међународна поређења, као и широка мера економског напретка. Често се сматра „најмоћнијим светским статистичким показатељем националног развоја и напретка“. Међутим, критичари императива раста често тврде да мере БДП-а никада нису имале за циљ мерење напретка и изостављају кључне друге екстерне факторе, попут екстракције ресурса, утицаја на животну средину и неплаћеног домаћег рада. Критичари често предлажу алтернативне економске моделе попут „економије уштипка” који користе друге мере успеха или алтернативне показатеље попут OECD-овог индекса бољег живота као боље приступе мерењу утицаја економије на људски развој и благостање.

## Историја
Вилијам Пети је дошао до основног концепта БДП-а како би напао станодавце против непоштеног опорезивања током ратова између Холанђана и Енглеза вођених између 1654. и 1676. Чарлс Давенант је даље развио метод 1695. Савремени концепт БДП-а први је развио Сајмон Кузнец за извештај Америчког Конгреса 1934. У овом извештају, Кузнец је упозорио да БДП не треба да се користи као мера благостања (види доле под ограничењима и критикама). Након конференције у Бретон Вудсу 1944. године, БДП је постао главно оруђе за изражавање економског ступња једне земље. У то време је бруто национални производ (БНП) био пожељна процена, која се разликовала од БДП-а по томе што је мерила производњу грађана земље у земљи и иностранству, а не њене 'резидентне институционалне јединице' (погледајте горњу дефиницију Организације за економску сарадњу и развој). Прелазак са БНП-а на БДП у САД извршен је 1991. године, заостајући за већином других нација. Улога коју су мерења БДП-а имала у Другом светском рату била је кључна за касније политичко прихватање вредности БДП-а као показатеља националног развоја и напретка. Кључну улогу овде је одиграло Министарство трговине САД под вођством Милтона Гилберта, где су Кузнецове идеје биле уграђене у институције.
Историју концепта БДП-а треба разликовати од историје многобројних промена начина његове процене. Додата вредност предузећа се релативно лако може израчунати на основу њиховим извештаја, али је додата вредност јавног сектора, финансијске индустрије и стварања нематеријалне имовине сложенија. Ове активности постају све важније у развијеним економијама, а међународне конвенције које уређују њихову процену и њихово укључивање или искључивање у БДП редовно се мењају у покушају да иду у корак са напретком индустрије. Према речима једног академског економисте, „стварни број БДП-а је, дакле, производ огромног мноштва статистичких података и компликованог низа процеса који се изводе на сировим подацима како би се уклопили у концептуални оквир.”
БДП је постао истински глобалан 1993. године када га је Кина званично усвојила као показатељ економских перформанси. Кина се раније ослањала на национални рачуноводствени систем инспирисан марксизмом.

## Бруто национални производ наспрам бруто домаћег производа
„Бруто национални производ“ (БНП; енгл. Gross national product, GNP) представља укупну производњу финалних роба и услуга једне националне економије, у одређеном периоду по тржишним ценама. Он укључује све дохотке домаћих лица остварене економским активностима у земљи и иностранству. БНП мери укупан доходак зарађен од стране нације. На пример, уколико грађанин Србије поседује стамбену зграду у Минхену, закупни доходак који заради је део немачког БДП-а, зато што је зарађен у Немачкој. Али како је овај закупни доходак чинилац плаћања иностранству, у крајњем свођењу рачуна ипак није део немачког БДП-а, већ српског. Другим речима, бруто национални производ укључује дохотке (плате, профите и закупнину – ренту) од остатка света, а искључује плаћања чинилаца дохотка остатку света, тј.:
БНП = БДП + плаћање чинилаца из иностранства – плаћања чинилаца иностранству